# You (песня Робина Шернберга)
«You» (Ты) — песня в исполнении шведского певца Робина Шернберга, с которой он был выбран представить Швецию на конкурсе песни «Евровидение 2013». Авторами песни являются Робин Шернберг, Линнеа Деб, Джой Деб и Йоаким Харестад Хаукаас.
Композиция стала победной после национального отборочного конкурса «Melodifestivalen 2013», что позволило Робину представить свою же страну на международном конкурсе песни «Евровидение 2013», который пройдёт в Мальмё, Швеция.

## Позиции в чартах
| Чарт (2013)                                | Наивысшая позиция |
| ------------------------------------------ | ----------------- |
| Австрия (Ö3 Austria Top 40)                | 61                |
| Бельгия/Фландрия (Ultratip Bubbling Under) | 78                |
| Chartbase Top 100                          | 25                |
| Германия (GfK)                             | 58                |
| Tonlist                                    | 10                |
| Ирландия (IRMA)                            | 31                |
| Финляндия (Suomen virallinen lista)        | 25                |
| Нидерланды (Single Top 100)                | 42                |
| Швеция (Sverigetopplistan)                 | 1                 |
| UK Singles Chart                           | 72                |
| Великобритания (OCC UK Indie)              | 11                |

## Хронология релиза
| Страна         | Дата                 | Формат           | Лейбл                 |
| -------------- | -------------------- | ---------------- | --------------------- |
| Швеция         | 24 февраля 2013 года | Digital download | Lionheart Music Group |
| Великобритания | 24 февраля 2013 года | Digital download | Lionheart Music Group |